# Iron Man: Armored Adventures
Iron Man: Armored Adventures (Conocido como Iron Man: Aventuras de Hierro en Hispanoamérica y como Iron Man en España) es una serie de televisión animada en 3D y CGI basada en el superhéroe homónimo de Marvel Comics. Debutó en Francia en France 2 el 1 de marzo de 2009, en los Estados Unidos en Nicktoons Network el 24 de abril de 2009 y de ahí comenzó a transmitirse en el canal canadiense Télétoon. La serie es editada por el productor Christopher Yost, quien también trabajó en Wolverine and the X-Men y numerosos proyectos de Animación de Marvel. La serie de televisión no está relacionada con la película de animación The Invincible Iron Man en 2008, y hay un reparto de voz diferente, pero existen algunos paralelos de la historia, como el eje de la trama, como se utiliza la misma puntuación musical de la película durante algunos casos. Es la primera serie de televisión de Iron Man desde la serie animada la cual fue transmitida en 1994-1996 y se emite después del éxito de la película de Marvel Studios, Iron Man.
La serie sigue las aventuras del adolescente prodigio Tony Stark y su alter ego de Iron Man, Tony utiliza sus invenciones tecnológicas para detener a los villanos. Sus amigos, Rhodey y Pepper lo ayudan en sus valientes y peligrosas aventuras.
Iron Man: Armored Adventures se transmitió en Disney XD Reino Unido e Irlanda desde octubre y noviembre de 2009. Se estrenó en Disney XD Latinoamérica el 21 de noviembre de 2009 en México, Venezuela, Colombia y Panamá y el 14 de noviembre de 2009 en Argentina, Chile y Uruguay.

## Sinopsis
Howard Stark y su hijo genio de 16 años Tony Stark, tuvieron un accidente en un vuelo en el que iban, Tony le quería mostrar a su padre un nuevo invento,  de repente ocurrió una terrible explosión en el avión, Tony usa su nuevo invento para llegar a la casa de su amigo, James Rhodes, donde lo llevaron con un doctor con un intelecto igual al de Tony, para ponerle un implante de corazón y no muera, como el todavía tiene 16 años no puede manejar la compañía de su padre, así que Obadiah creó un comercio de armas mientras Tony Stark pasaba tiempo en la secundaria, donde conoció a Pepper Potts y a la hija de Obadiah, Tony utiliza un traje de alta tecnología de su invención e investiga a los involucrados en la muerte de su padre. Como Iron Man, Tony pasa su tiempo estropeando los planes de Obadiah y salvando al mundo de otros villanos como el Mandarín, Sr. Fix, Whiplash, Madame Másque, Living láser, los Maggia, Firebrand, Crimson Dynamo, Blizzard, Killer Shrike, Unicorn, M.O.D.O.K., entre otros. En su lucha contra el crimen lo ayuda su mejor amigo y confidente James Rhodes, al dúo también se unirá Pepper Potts, quien está enamorada de él. Las aventuras de Tony como Iron Man suelen dar lugar a excusas de por qué constantemente falta a la escuela u otras actividades. Tras el accidente, Stark ahora depende de su tecnología para sobrevivir, Tony debe equilibrar las presiones de la vida de un adolescente con los deberes de un superhéroe.

## Episodios

### Primera Temporada
La primera temporada de Iron Man: Armored Adventures se centra en la búsqueda de los anillos Makluan. Tony, Pepper, Rhodey y Gene Khan, trabajan juntos para obtener los 5 anillos. Gene, secretamente, asume la armadura e identidad de "El Mandarín" (la cual, originalmente pertenecía a su padrastro) y lucha contra Iron Man por la posesión de los anillos. Ya al final de la temporada, el padrastro de Gene escapa de su prisión y toma de rehenes a Gene, Tony y Pepper, encerrándolos en la cámara del quinto anillo, custodiada por el legendario dragón Fin-Fang-Foom. Rhodey, recién convertido en War Machine, rescata exitosamente a Tony (revelándose ante Gene como Iron Man), Pepper y Gene, este último traiciona a sus amigos transformándose ante ellos en el Mandarín y atacando a Iron Man y a War Machine, frente a Pepper (la cual queda destrozada por la traición de Gene). Gene descubre que el Mandarín original no tenía cinco sino diez anillos y para justificarse a sí mismo, decide buscar los que faltan.

### Segunda Temporada
El programa se renovó con 26 episodios adicionales, programado para estar al aire durante Invierno de 2011.
La trama en la segunda temporada se centra en la búsqueda de Howard Stark mientras que Gene busca los restantes anillos Makluan en su intento de convertirse en el verdadero Mandarín. Allí está también el regresó de Technovore y M.O.D.O.K.. Obadiah Stane se convierte en Iron Monger y, sabiendo que Iron Man es Tony Stark, intenta darle caza a Tony y obtener su traje a lo largo de la temporada. La hija de Stane es también recurrente ahora que es consciente de la doble vida de Tony como Iron Man. Rhodey mantiene su identidad de War Machine, teniendo más protagonismo en la búsqueda de los anillos. Para esta nueva temporada Iron Man cuenta con una nueva armadura basada en la armadura Extremis, aparecida en los cómics. Un nuevo enemigo, Justin Hammer, aparece en la serie y toma la identidad de Titanium Man, mientras que personajes como Magneto y el Doctor Doom aparecen como invitados, pero con los nuevos héroes:Viuda Negra, Ojo de Halcón y la reaparición de Pantera Negra entre otros y también villanos como el Conde Nefaria, Firepower, Shockwave y Force entre otros con el sorprendente cambio de bando de Living Laser al lado bueno.

## Reparto

### Principal
- Adrian Petriw - Anthony 'Tony' Stark/Iron Man
- Daniel Bacon - James 'Rhodey' Rhodes/War Machine
- Anna Cummer - Virginia 'Pepper' Potts/Rescue
- Vincent Tong - Gene Khan/Mandarín
- Mackenzie Gray - Obadiah Stane/Iron Monger
- Kristie Marsden - Whitney Stane/Madame Masque
- Michael Adamthwaite - Justin Hammer/Titanium Man
- Alistair Abell - Happy Hogan
- Catherine Haggquist - Roberta Rhodes

## Recepción mundial
El estreno de una hora de Iron Man: Armored Adventures rompió el récord de Nicktoons Network de más alto índice de audiencia de la serie original por estrenarse con más 125.000 televidentes con niños de 6 a 11.